# Osiedle Juliusza Słowackiego (Zielona Góra)
Osiedle Juliusza Słowackiego (do 1945 Rodeland; Schillerhöhe) – osiedle Zielonej Góry, położone w południowo-wschodniej części miasta.
Osiedle mieszkaniowe złożone z domków jednorodzinnych położone na południe od Osiedla Morelowego i na wschód od Osiedla Tadeusza Kościuszki. Powstało w latach 70. XX wieku na terenach zajmowanych dawniej przez sady i winnice, ulice noszą nazwy zaczerpnięte z romantycznych utworów Juliusza Słowackiego. Przy ulicy Aliny 17 znajduje się Kapliczka na Winnicy, a obok niej kościół parafialny pw. Podwyższenia Krzyża Świętego. Wzniesienia położone na wschód od osiedla nosiły przed 1945 nazwy Löbtenz, Marienkapelle i Schillerhohe. Na szczycie wniesienia Löbtenz (obecny adres Aleja Juliusza Słowackiego 35) w 1864 radca handlowy Friedrich Förster wybudował willę, która jest podobna do zamku. Posiada charakterystyczną wieżę, która umożliwiała obserwację okolicy i nieba.